# Lago di Soraga
Il lago di Soraga (lech de Soraga in dialetto fassano), chiamato anche lago di Pezzè (lech de Pecè) è un lago artificiale del Trentino nordorientale, situato in val di Fassa a 1190 metri di quota.
È formato dallo sbarramento del corso del torrente Avisio, presso la diga di Pezzè, posta a circa 1 km a monte di Moena. Il bacino lambisce a settentrione l'abitato di Soraga di Fassa.
Oltre che dall'Avisio, il bacino artificiale è alimentato dal rio San Pellegrino attraverso una conduttura che ne devia parte delle acque.
Ha un volume massimo d'invaso di 460 000 m³ e alimenta la centrale idroelettrica di Predazzo, posta 11 km più a valle, a 1000 metri d'altitudine.
Ogni quattro o cinque anni l'invaso è soggetto a svuotamento al fine rimuovere il limo depositato, stimato annualmente in circa 30 000 m³.